# Berliner Fußballclub Dynamo 2020-2021
Questa voce raccoglie le informazioni riguardanti il Berliner Fußballclub Dynamo nelle competizioni ufficiali della stagione 2020-2021.

## Stagione
Nella stagione 2020-2021 il Dinamo Berlino, allenato da Christian Benbennek, concluse il campionato di Regionalliga nordest al 6º posto.

## Rosa
| N. |                     | Ruolo | Calciatore          |
| -- | ------------------- | ----- | ------------------- |
| 1  | Germania (bandiera) | P     | Damian Schobert     |
| 2  | Germania (bandiera) | D     | Tyson Richter       |
| 4  | Germania (bandiera) | D     | Michael Blum        |
| 5  | Germania (bandiera) | C     | Marcel Stutter      |
| 6  | Germania (bandiera) | C     | Niklas Brandt       |
| 7  | Germania (bandiera) | C     | Philip Schulz       |
| 8  | Germania (bandiera) | C     | Andreas Pollasch    |
| 10 | Germania (bandiera) | C     | Ronny Garbuschewski |
| 11 | Kosovo (bandiera)   | A     | Valentin Zalli      |
| 13 | Germania (bandiera) | D     | Chris Reher         |
| 14 | Germania (bandiera) | C     | Joey Breitfeld      |

| N. |                     | Ruolo | Calciatore         |
| -- | ------------------- | ----- | ------------------ |
| 17 | Germania (bandiera) | D     | Marvin Kleihs      |
| 18 | Germania (bandiera) | C     | Alexander Siebeck  |
| 19 | Kosovo (bandiera)   | C     | Erolind Krasniqi   |
| 24 | Germania (bandiera) | C     | Jonas Zickert      |
| 27 | Ungheria (bandiera) | A     | Andor Bolyki       |
| 29 | Germania (bandiera) | D     | Luca-Rene Heinrich |
| 29 | Germania (bandiera) | A     | Justin Engfer      |
| 31 | Germania (bandiera) | P     | Hugo Paschen       |
| 37 | Germania (bandiera) | A     | Matthias Steinborn |
| 79 | Germania (bandiera) | P     | Kevin Sommer       |

## Organigramma societario
Area tecnica
- Allenatore: Christian Benbennek
- Allenatore in seconda: Christof Reimann
- Preparatore dei portieri:
- Preparatori atletici:
- Analisi video:

## Calciomercato

### Sessione estiva
| Acquisti | Acquisti          | Acquisti          | Acquisti |
| R.       | Nome              | da                | Modalità |
| -------- | ----------------- | ----------------- | -------- |
| A        | Valentin Zalli    | Amburgo II        |          |
| C        | Marcel Stutter    | Wolfsburg II      |          |
| D        | Philipp Blume     | Wacker Nordhausen |          |
| C        | Erolind Krasniqi  | Rot-Weiss Essen   |          |
| A        | Benjamin Förster  | Altglienicke      |          |
| D        | Tyson Richter     | Colonia II        |          |
| C        | Alexander Siebeck | Babelsberg        |          |
| C        | Jonas Zickert     | Energie Cottbus   |          |

| Cessioni | Cessioni            | Cessioni             | Cessioni |
| R.       | Nome                | a                    | Modalità |
| -------- | ------------------- | -------------------- | -------- |
| D        | Kristian Taag       | Rot-Weiß Coblenza    |          |
| A        | Mateusz Lewandowski | Wisła Płock          |          |
| A        | Lukas Krüger        | Meppen               |          |
| C        | Deniz Citlak        | FC Strausberg        |          |
| D        | Max Grundmann       | Brandenburger SC Süd |          |
| P        | Michel Witte        | Etzella Ettelbruck   |          |

### Sessione invernale
| Acquisti | Acquisti      | Acquisti       | Acquisti |
| R.       | Nome          | da             | Modalità |
| -------- | ------------- | -------------- | -------- |
| A        | Justin Engfer | SC Staaken U19 |          |

| Cessioni | Cessioni         | Cessioni        | Cessioni |
| R.       | Nome             | a               | Modalità |
| -------- | ---------------- | --------------- | -------- |
| A        | Benjamin Förster | Meuselwitz      |          |
| D        | Lucas Brumme     | Wehen Wiesbaden |          |

## Risultati

### Regionalliga nordest

#### Girone di andata
| Arbitro: | Wartmann |

|                                           |           |            |
| Petráček 40’ Mvibudulu 45’ Wendschuch 83’ | Marcatori | 90’ Brumme |

| Arbitro: | Hagemann |

|           |           |                           |
| Reher 13’ | Marcatori | 1’ Werthmüller 64’ Dárdai |

| Arbitro: | Bärmann |

|             |           |                            |
| Beyazıt 42’ | Marcatori | 9’, 47’ Förster 60’ Brumme |

| Arbitro: | Hempel |

|             |           |            |
| Förster 45’ | Marcatori | 37’ Slamar |

| Arbitro: | Gaunitz |

|                              |           |                                          |
| Borowski 52’ Rothenstein 60’ | Marcatori | 16’, 21’, 35’ Steinborn 48’, 78’ Förster |

| Arbitro: | Köppen |

|                                                     |           |                             |
| Steinborn 18’, 71’ Brumme 30’, 31’, 63’ Siebeck 74’ | Marcatori | 58’ Stradiņš 68’ Kurbegović |

| Arbitro: | Rauschenberg |

|  |           |                          |
|  | Marcatori | 39’ (rig.) Garbuschewski |

| Arbitro: | Hempel |

|                                    |           |                                  |
| Garbuschewski 35’ (rig.) Reher 78’ | Marcatori | 38’ Arcanjo-Köhler 65’ Karupovic |

| Arbitro: | Allwardt |

|                                        |           |                        |
| Eisenhuth 64’ Brügmann 70’ Pelivan 76’ | Marcatori | 10’ Bolyki 49’ Siebeck |

| Berlino 11 novembre 2020 10ª giornata | BFC Dynamo | – non disputata referto | Altglienicke | Friedrich-Ludwig-Jahn-Sportpark |

| Berlino 23 ottobre 2020 11ª giornata | TeBe Berlino | – non disputata referto | BFC Dynamo | Mommsenstadion |

| Arbitro: | Köppen |

|                            |           |  |
| Brumme 9’, 30’ Förster 85’ | Marcatori |  |

| Arbitro: | Herde |

|           |           |            |
| Kadrić 8’ | Marcatori | 42’ Kleihs |

| 7 novembre 2020, ore CET 14ª giornata | BFC Dynamo | – non disputata | Viktoria Berlino |  |

| 22 novembre 2020, ore CET 15ª giornata | VfB Auerbach | – non disputata | BFC Dynamo |  |

| 29 novembre 2020, ore CET 16ª giornata | BFC Dynamo | – non disputata | Germania Halberstadt |  |

| 6 dicembre 2020, ore CET 17ª giornata | Babelsberg | – non disputata | BFC Dynamo |  |

| 13 dicembre 2020, ore CET 18ª giornata | BFC Dynamo | – non disputata | Union Fürstenwalde |  |

| 20 dicembre 2020, ore CET 19ª giornata | Lokomotive Lipsia | – non disputata | BFC Dynamo |  |

#### Girone di ritorno
| 24 gennaio 2021, ore CET 20ª giornata | BFC Dynamo | – non disputata | Chemie Lipsia |  |

| 31 gennaio 2021, ore CET 21ª giornata | Hertha Berlino II | – non disputata | BFC Dynamo |  |

| 7 febbraio 2021, ore CET 22ª giornata | BFC Dynamo | – non disputata | Berliner AK 07 |  |

| 14 febbraio 2021, ore CET 23ª giornata | Carl Zeiss Jena | – non disputata | BFC Dynamo |  |

| 21 febbraio 2021, ore CET 24ª giornata | BFC Dynamo | – non disputata | Luckenwalde |  |

| 28 febbraio 2021, ore CET 25ª giornata | Bischofswerdaer | – non disputata | BFC Dynamo |  |

| 7 marzo 2021, ore CET 26ª giornata | BFC Dynamo | – non disputata | Chemnitz |  |

| 14 marzo 2021, ore CET 27ª giornata | Optik Rathenow | – non disputata | BFC Dynamo |  |

| 21 marzo 2021, ore CET 28ª giornata | BFC Dynamo | – non disputata | Energie Cottbus |  |

| 4 aprile 2021, ore CEST 29ª giornata | Altglienicke | – non disputata | BFC Dynamo |  |

| 11 aprile 2021, ore CEST 30ª giornata | BFC Dynamo | – non disputata | TeBe Berlino |  |

| 18 aprile 2021, ore CEST 31ª giornata | Lichtenberg 47 | – non disputata | BFC Dynamo |  |

| 25 aprile 2021, ore CEST 32ª giornata | BFC Dynamo | – non disputata | Meuselwitz |  |

| 2 maggio 2021, ore CEST 33ª giornata | Viktoria Berlino | – non disputata | BFC Dynamo |  |

| 9 maggio 2021, ore CEST 34ª giornata | BFC Dynamo | – non disputata | VfB Auerbach |  |

| 16 maggio 2021, ore CEST 35ª giornata | Germania Halberstadt | – non disputata | BFC Dynamo |  |

| 30 maggio 2021, ore CEST 36ª giornata | BFC Dynamo | – non disputata | Babelsberg |  |

| 6 giugno 2021, ore CEST 37ª giornata | Union Fürstenwalde | – non disputata | BFC Dynamo |  |

| 13 giugno 2021, ore CEST 38ª giornata | BFC Dynamo | – non disputata | Lokomotive Lipsia |  |

## Statistiche

### Statistiche di squadra
| Competizione | Punti | In casa | In casa | In casa | In casa | In casa | In casa | In trasferta | In trasferta | In trasferta | In trasferta | In trasferta | In trasferta | Totale | Totale | Totale | Totale | Totale | Totale | DR |
| Competizione | Punti | G       | V       | N       | P       | Gf      | Gs      | G            | V            | N            | P            | Gf           | Gs           | G      | V      | N      | P      | Gf     | Gs     | DR |
| ------------ | ----- | ------- | ------- | ------- | ------- | ------- | ------- | ------------ | ------------ | ------------ | ------------ | ------------ | ------------ | ------ | ------ | ------ | ------ | ------ | ------ | -- |
| Regionalliga | 18    | 5       | 2       | 2       | 1       | 13      | 7       | 6            | 3            | 1            | 2            | 13           | 10           | 11     | 5      | 3      | 3      | 26     | 17     | +9 |
| Totale       | 18    | 5       | 2       | 2       | 1       | 13      | 7       | 6            | 3            | 1            | 2            | 13           | 10           | 11     | 5      | 3      | 3      | 26     | 17     | +9 |

### Andamento in campionato
| Giornata  | 1  | 2  | 3  | 4  | 5 | 6 | 7 | 8 | 9 | 10 | 11 | 12 | 13 | 14 | 15 | 16 | 17 | 18 | 19 | 20 | 21 | 22 | 23 | 24 | 25 | 26 | 27 | 28 | 29 | 30 | 31 | 32 | 33 | 34 | 35 | 36 | 37 | 38 |
| --------- | -- | -- | -- | -- | - | - | - | - | - | -- | -- | -- | -- | -- | -- | -- | -- | -- | -- | -- | -- | -- | -- | -- | -- | -- | -- | -- | -- | -- | -- | -- | -- | -- | -- | -- | -- | -- |
| Luogo     | T  | C  | T  | C  | T | C | T | C | T | C  | T  | C  | T  | C  | T  | C  | T  | C  | T  | C  | T  | C  | T  | C  | T  | C  | T  | C  | T  | C  | T  | C  | T  | C  | T  | C  | T  | C  |
| Risultato | P  | P  | V  | N  | V | V | V | N | P |    |    | V  | N  |    |    |    |    |    |    |    |    |    |    |    |    |    |    |    |    |    |    |    |    |    |    |    |    |    |
| Posizione | 17 | 18 | 12 | 14 | 7 | 6 | 3 | 4 | 5 | 6  | 5  | 5  | 6  | 6  | 6  | 6  | 6  | 6  | 6  | 6  | 6  | 6  | 6  | 6  | 6  | 6  | 6  | 6  | 6  | 6  | 6  | 6  | 6  | 6  | 6  | 6  | 6  | 6  |

Legenda:

Luogo: C = Casa; T = Trasferta. Risultato: V = Vittoria; N = Pareggio; P = Sconfitta.

### Statistiche dei giocatori
| M. Blum          | 11 | 0 | 2 | 0 |
| P. Blume         | 7  | 0 | 2 | 0 |
| A. Bolyki        | 5  | 1 | 1 | 1 |
| N. Brandt        | 0  | 0 | 0 | 0 |
| J. Breitfeld     | 9  | 0 | 0 | 0 |
| L. Brumme        | 11 | 7 | 0 | 0 |
| J. Engfer        | 0  | 0 | 0 | 0 |
| B. Förster       | 9  | 6 | 2 | 0 |
| R. Garbuschewski | 4  | 2 | 0 | 1 |
| L. Heinrich      | 0  | 0 | 0 | 0 |
| M. Kleihs        | 11 | 1 | 1 | 0 |
| E. Krasniqi      | 7  | 0 | 0 | 0 |
| H. Paschen       | 0  | 0 | 0 | 0 |
| A. Pollasch      | 8  | 0 | 1 | 0 |
| C. Reher         | 11 | 2 | 1 | 0 |
| T. Richter       | 3  | 0 | 0 | 0 |
| D. Schobert      | 3  | 0 | 0 | 0 |
| P. Schulz        | 10 | 0 | 5 | 0 |
| A. Siebeck       | 11 | 2 | 4 | 0 |
| K. Sommer        | 9  | 0 | 1 | 0 |
| M. Steinborn     | 11 | 5 | 5 | 0 |
| M. Stutter       | 5  | 0 | 1 | 0 |
| V. Zalli         | 1  | 0 | 0 | 0 |
| J. Zickert       | 10 | 0 | 4 | 1 |